# フランスの欧州連合離脱

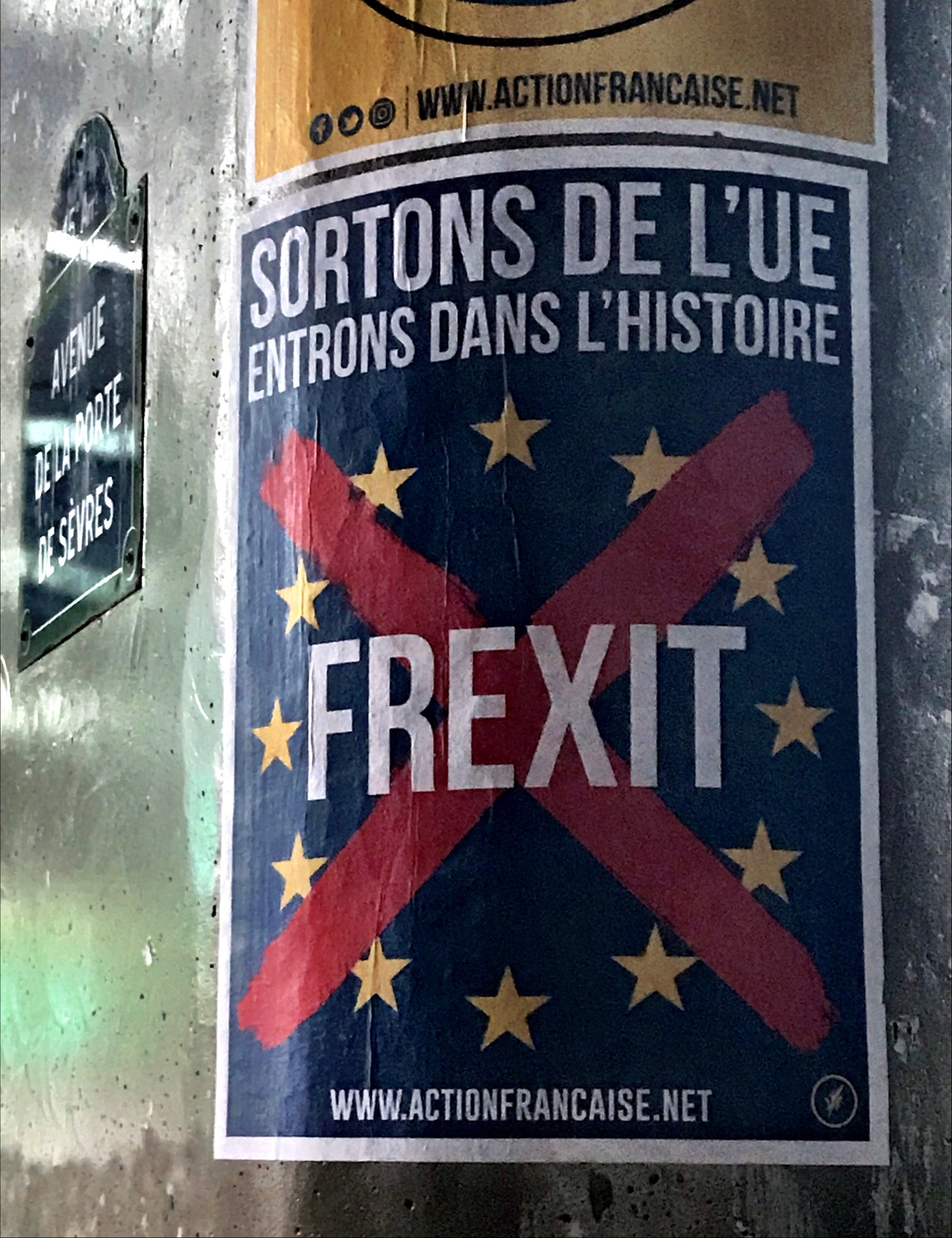
Frexit

フランスの欧州連合離脱（おうしゅうれんごうりだつ）、通称フレグジット（Frexit）とは、フランスが欧州連合（EU）から離脱することを指す。EU離脱を掲げる政党として人民共和連合や愛国者達がある。
フランスのエマニュエル・マクロン大統領は2018年1月20日、BBCとのインタビューで、フランス人はおそらく国民投票でフランスの欧州連合離脱に賛成票を投じることができただろうと述べた。
第二次世界大戦終結直後、ソビエト連邦に対峙する陣営を形成するため西欧諸国を統合していく機運が高まった。1948年に設立された統一欧州のためのアメリカ委員会をはじめ、アメリカは欧州の統合を積極的に後押ししてきた。ジャン・モネはフランスにおける熱烈な協力者の一人だったが、フランスの主権の喪失を危惧していたゴーリストと、アメリカ陣営へ取り込まれることを危惧していたフランス共産党は統合に反対していた。
1957年3月に調印されたローマ条約により欧州経済共同体が発足する。翌年に政権についたシャルル・ド・ゴール大統領は、1962年3月のエヴィアン協定でアルジェリア戦争を終結させた後、同年5月の記者会見で「6カ国に同じ政治を押し付ける統合者（fédérateur）が現れるとすれば、それはヨーロッパの者ではない（pas européen）だろう」と、欧州統合の背景にあるアメリカを弾劾した。しかし、フランス国民議会に過半数の議員を持ち合わせていなかったため、代わりにドイツとアメリカとの政治的繋がりを断ち、欧州統合をフランス主導のものに変えようと、1963年1月にエリゼ条約を仏独間で調印するも、ドイツ連邦議会が条約を批准する際に条約の解釈余地を設けたことでド・ゴールの試みは頓挫した。1965年には、ヨーロッパにおける通貨同盟の発足をアメリカ国務省が催促した。1979年、当時のパリ市長だったジャック・シラクは公演演説のなかで「ドイツとアメリカの利害に支配されたヨーロッパは断固として拒否する」と放った。
欧州連合からの離脱を説く勢力としては、2002年フランス大統領選挙の立候補者だったダニエル・グリュックスタンの労働者の党、フランス共産主義再興軸、ジャック・ニコノフが党首を務める脱グローバル化の党（Parti de la Démondialisation）、そして2017年フランス大統領選挙の立候補者だったフランソワ・アスリノの人民共和連合が挙げられる。
2019年3月29日にロンドンで、イギリスの元大臣などを含めた有識者がFrexit（フランスのEU離脱）の応援演説を発した。